# Левел-Плейнс
Левел-Плейнс (англ. Level Plains) — місто (англ. city) в США, в окрузі Дейл штату Алабама. Населення — 1825 осіб (2020).

## Географія
Левел-Плейнс розташований за координатами 31°18′26″ пн. ш. 85°46′8″ зх. д. / 31.30722° пн. ш. 85.76889° зх. д. (31.307088, -85.768754).  За даними Бюро перепису населення США в 2010 році місто мало площу 7,93 км², уся площа — суходіл.

## Демографія
Згідно з переписом 2010 року, у місті мешкало 2085 осіб у 801 домогосподарстві у складі 590 родин. Густота населення становила 263 особи/км².  Було 866 помешкань (109/км²).
Расовий склад населення:
| - 75,3 % — білих - 12,4 % — чорних або афроамериканців - 1,5 % — азіатів - 0,5 % — корінних американців - 0,2 % — вихідців з тихоокеанських островів - 4,9 % — осіб інших рас |

До двох чи більше рас належало 5,3 %. Частка іспаномовних становила 11,0 % від усіх жителів.
За віковим діапазоном населення розподілялося таким чином: 25,0 % — особи молодші 18 років, 65,0 % — особи у віці 18—64 років, 10,0 % — особи у віці 65 років та старші. Медіана віку мешканця становила 36,9 року. На 100 осіб жіночої статі у місті припадало 94,7 чоловіків;  на 100 жінок у віці від 18 років та старших — 91,1 чоловіків також старших 18 років.
Середній дохід на одне домашнє господарство  становив 71 890 доларів США (медіана — 65 769), а середній дохід на одну сім'ю — 78 070 доларів (медіана — 71 333). Медіана доходів становила 61 293 долари для чоловіків та 31 538 доларів для жінок. За межею бідності перебувало 11,1 % осіб, у тому числі 16,7 % дітей у віці до 18 років та 6,0 % осіб у віці 65 років та старших.
Цивільне працевлаштоване населення становило 851 осіб. Основні галузі зайнятості: освіта, охорона здоров'я та соціальна допомога — 18,3 %, роздрібна торгівля — 15,0 %, публічна адміністрація — 14,7 %, мистецтво, розваги та відпочинок — 14,5 %.